# Gracias Por La Música (альбом)
Gracias Por La Música (рус. спасибо за музыку, англ. Thank You for the Music) — альбом шведской группы ABBA, выпущенный в 1980 году.

## Об альбоме
Релиз Gracias Por La Música был вызван неожиданным взлётом популярности группы в латиноамериканских странах, таких как Мексика и Аргентина, после выпуска испаноязычных версий песен «Chiquitita» и «I Have a Dream». Члены группы решили записать ещё восемь песен на испанском языке и выпустить полноформатный альбом специально для этого рынка. Для перевода текстов песен были приглашены Buddy и Mary McCluskey, работавшие на студии RCA Records в Аргентине. Запись треков прошла в январе 1980 года на студии Polar Music; с произношением ведущим вокалисткам Агнете Фэльтскуг и Анни-Фрид Лингстад помогала испано-шведская журналистка Ana Martinez.
Фонограммы песен, некоторые из которых относятся к 1974—1975 годам, были подвергнуты некоторым изменениям с целью придания им более современного звучания. Работами руководил аудиоинженер группы Майкл Третов.
Gracias Por La Música был выпущен на CD в 1986 году в Японии и в 1993 году в Аргентине лейблом Polydor. Альбом не был известен в других странах до выхода компиляции ABBA Oro: Grandes Exitos (1993), которая включала в себя все треки Gracias Por La Música.

## Список композиций
Все песни написаны на испанском языке, авторы текста — Buddy и Mary McCluskey.
Сторона A
1. «Gracias Por La Música» («Thank You for the Music») (Андерссон, Ульвеус) — 3:49
2. «Reina Danzante» a.k.a. «La Reina Del Baile»[1] («Dancing Queen») (Андерсон, Андерссон, Ульвеус) — 4:02
3. «Al Andar» («Move On») (Anderson, Андерссон, Ульвеус) — 4:44
4. «¡Dame! ¡Dame! ¡Dame!» («Gimme! Gimme! Gimme! (A Man After Midnight)») (Андерссон, Ульвеус) — 4:51
5. «Fernando» (Андерсон, Андерссон, Ульвеус) — 4:17

Сторона Б
1. «Estoy Soñando» («I Have A Dream») (Андерссон, Ульвеус) — 4:38
2. «Mamma Mia» (Андерсон, Андерссон, Ульвеус) — 3:34
3. «Hasta Mañana» (Андерсон, Андерссон, Ульвеус) — 3:09
4. «Conociéndome, Conociéndote» («Knowing Me, Knowing You») (Андерсон, Андерссон, Ульвеус) — 4:04
5. «Chiquitita» (Андерссон, Ульвеус) — 5:30